# Палау на Светском првенству у атлетици на отвореном 2023.
Палау је учествовао на 19. Светском првенству у атлетици на отвореном 2023. одржаном у Будимпешти од 19. до 27. августа четрнаести пут. Репрезентацију Палауа представљала је 1 атлетичарка која се такмичила у трци на 100 метара ,.
На овом првенству такмичарка Палау није освојила ниједну медаљу али је оборила лични рекорд.

## Учесници
Жене: 
- Sydney Francisco — 100 м

## Резултати

### Жене
| Атлетичар        | Дисциплина | Лични рекорд | Квалификације | Квалификације | Полуфинале           | Полуфинале           | Финале               | Финале       | Детаљи |
| Атлетичар        | Дисциплина | Лични рекорд | Резултат      | Место         | Резултат             | Место                | Резултат             | Место        | Детаљи |
| ---------------- | ---------- | ------------ | ------------- | ------------- | -------------------- | -------------------- | -------------------- | ------------ | ------ |
| Sydney Francisco | 100 м      | 13,80        | 13,48 ЛР      | 7. у гр 5     | Није се квалификовао | Није се квалификовао | Није се квалификовао | 53 / 54 (56) |        |